# Gouldsboro (Maine)
Gouldsboro ist eine Town im Hancock County des Bundesstaates Maine in den Vereinigten Staaten. Im Jahr 2020 lebten dort 1703 Einwohner in 1426 Haushalten auf einer Fläche von 256,38 km².

## Geografie
Nach dem United States Census Bureau hat Gouldsboro eine Gesamtfläche von 256,38 km², von denen 119,58 km² Land sind und 136,80 km² aus Gewässern bestehen.

### Geografische Lage
Gouldsboro liegt im Südosten des Hancock Countys auf einer Landzunge am Atlantischen Ozean. Im Westen an der Flanders Bay und im Osten an der Gouldsboro Bay. Im Osten grenzt das Washington County an. Auf dem Gebiet der Town befinden sich mehrere Seen, der größte ist der Jones Pond, nördlich von diesem der West Bay Pond und südlich vom Jones Pond der Forbes Pond. Die Oberfläche ist eben, ohne nennenswerte Erhebungen. Zum Gebiet der Town gehören auch mehrere Inseln. Die bekanntesten sind: Bar Island, Burnt Porcupine Island, Hog Island, Long Porcupine Island und Stave Island.

### Nachbargemeinden
Alle Entfernungen sind als Luftlinien zwischen den offiziellen Koordinaten der Orte aus der Volkszählung 2010 angegeben.
- Norden: East Hancock, Unorganized Territory, 24,9 km
- Osten: Steuben, Washington County, 12,0 km
- Südwesten: Winter Harbor, 10,9 km
- Westen: Bar Harbor, 24,5 km
- Nordwesten: Sorrento, 15,4 km

### Stadtgliederung
In Gouldsboro gibt es mehrere Siedlungsgebiete: Ashville, Birch Harbor, Bunkers Harbor, Corea, Gouldsboro, Prospect Harbor, South Gouldsboro, West Gouldsboro und Wonsqueak Harbor.

### Klima
Die mittlere Durchschnittstemperatur in Gouldsboro liegt zwischen −6,11 °C (21° Fahrenheit) im Januar und 20,6 °C (69° Fahrenheit) im Juli. Damit ist der Ort gegenüber dem langjährigen Mittel der USA um etwa 6 Grad kühler. Die Schneefälle zwischen Oktober und Mai liegen mit bis zu zweieinhalb Metern mehr als doppelt so hoch wie die mittlere Schneehöhe in den USA; die tägliche Sonnenscheindauer liegt am unteren Rand des Wertespektrums der USA.

## Geschichte
Die Besiedlung in der Gegend von Gouldsboro startete in dem Gebiet, welches später West Gouldsboro genannt wurde. Den Grant für das Gebiet vergab Massachusetts im Jahr 1764 an Nathan Jones, Francis Shaw und Robert Gould. Benannt wurde es später nach Robert Gould Gouldsboro Plantation.
Der ursprüngliche Name des Gebietes war Township No. 3, East of the Union River, Livermore Survey (T3 EUR LS). Am 16. Februar 1789 wurde Gouldsboro als Town unter dem Namen Goldsboro organisiert. Der Name änderte sich zu Gouldsboro im Jahr 1887.

### Einwohnerentwicklung
| Volkszählungsergebnisse – Town of Gouldsboro, Maine | Volkszählungsergebnisse – Town of Gouldsboro, Maine | Volkszählungsergebnisse – Town of Gouldsboro, Maine | Volkszählungsergebnisse – Town of Gouldsboro, Maine | Volkszählungsergebnisse – Town of Gouldsboro, Maine | Volkszählungsergebnisse – Town of Gouldsboro, Maine | Volkszählungsergebnisse – Town of Gouldsboro, Maine | Volkszählungsergebnisse – Town of Gouldsboro, Maine | Volkszählungsergebnisse – Town of Gouldsboro, Maine | Volkszählungsergebnisse – Town of Gouldsboro, Maine | Volkszählungsergebnisse – Town of Gouldsboro, Maine |
| Jahr                                                | 1700                                                | 1710                                                | 1720                                                | 1730                                                | 1740                                                | 1750                                                | 1760                                                | 1770                                                | 1780                                                | 1790                                                |
| --------------------------------------------------- | --------------------------------------------------- | --------------------------------------------------- | --------------------------------------------------- | --------------------------------------------------- | --------------------------------------------------- | --------------------------------------------------- | --------------------------------------------------- | --------------------------------------------------- | --------------------------------------------------- | --------------------------------------------------- |
| Einwohner                                           |                                                     |                                                     |                                                     |                                                     |                                                     |                                                     |                                                     |                                                     |                                                     | 267                                                 |
| Jahr                                                | 1800                                                | 1810                                                | 1820                                                | 1830                                                | 1840                                                | 1850                                                | 1860                                                | 1870                                                | 1880                                                | 1890                                                |
| Einwohner                                           | 379                                                 | 471                                                 | 560                                                 | 880                                                 | 1198                                                | 1400                                                | 1717                                                | 1709                                                | 1825                                                | 1709                                                |
| Jahr                                                | 1900                                                | 1910                                                | 1920                                                | 1930                                                | 1940                                                | 1950                                                | 1960                                                | 1970                                                | 1980                                                | 1990                                                |
| Einwohner                                           | 1259                                                | 1349                                                | 1282                                                | 1115                                                | 1068                                                | 1168                                                | 1100                                                | 1310                                                | 1574                                                | 1986                                                |
| Jahr                                                | 2000                                                | 2010                                                | 2020                                                | 2030                                                | 2040                                                | 2050                                                | 2060                                                | 2070                                                | 2080                                                | 2090                                                |
| Einwohner                                           | 1941                                                | 1737                                                | 1703                                                |                                                     |                                                     |                                                     |                                                     |                                                     |                                                     |                                                     |

## Kultur und Sehenswürdigkeiten

### Bauwerke
In West Gouldsboro wurden drei Gebäude unter Denkmalschutz gestellt und ins National Register of Historic Places aufgenommen.
- Eric E. Soderholtz Cottage aufgenommen 1992, unter der Register-Nr. 92000793.
- West Gouldsboro Union Church aufgenommen 1990, unter der Register-Nr. 90000926.
- West Gouldsboro Village Library aufgenommen 1991, unter der Register-Nr. 91001512.

## Wirtschaft und Infrastruktur

### Verkehr
Durch den Norden von Gouldsboro führt der U.S. Highway 1 in westöstlicher Richtung. Von ihm zweigen die Maine State Route 186 und die Maine State Route 195 ab.

### Öffentliche Einrichtungen
Es gibt keine medizinischen Einrichtungen in Gouldsboro. Die nächstgelegenen befinden sich in Bar Harbor und Southwest Harbor.
Im Village Prospect Harbour befindet sich die Dorcas Library.

### Bildung
Gouldsboro gehört mit Eastbrook, Franklin, Prospect Harbor, Steuben, Sorrento, Sullivan, Sumner und Winter Harbor zum RSU 24.
Im Schulbezirk werden folgende Schulen angeboten:
- Cave Hill School in Eastbrook mit Schulklassen von Pre-Kindergarten bis zum 5. Schuljahr.
- Ella Lewis School in Steuben mit Schulklassen von Pre-Kindergarten bis zum 6. Schuljahr.
- Mountain View School in Sullivan mit Schulklassen von Pre-Kindergarten bis zum 5. Schuljahr.
- Peninsula School in Prospect Harbor mit Schulklassen von Pre-Kindergarten bis zum 5. Schuljahr.
- Sumner Memorial High School in Sullivan

## Persönlichkeiten

### Persönlichkeiten, die vor Ort gewirkt haben
- David Cobb (1748–1830), Politiker
- Sarah Choate Sears (1858–1935), Fotografin, Malerin, Kunstsammlerin und -mäzenin